# Teatro dell'Oceano Indiano nella seconda guerra mondiale
Il Teatro dell'Oceano Indiano nella seconda guerra mondiale coinvolse le forze dell'Asse e degli Alleati durante la seconda guerra mondiale. A parte la fase della campagna terrestre dell'Africa Orientale Italiana, tutte le operazioni di rilievo avvennero in mare o ebbero una forte componente marittima.

## Cronologia
Il suo inizio si ebbe con le prime operazioni tedesche dopo lo scoppio del conflitto, affidate a sommergibili e navi corsare, proseguì con le operazioni italiane nel Somaliland, contestuali alla dichiarazione di guerra del 10 giugno 1940, e trovò ulteriore forza con l'entrata in guerra del Giappone l'8 dicembre 1941; all'interno di questa campagna vi furono varie operazioni navali. Gli eventi principali furono la conquista di Massaua da parte inglese, la battaglia del Madagascar, la creazione della base inglese segreta di Addu e le operazioni con navi corsare tedesche. Esisteva anche un traffico di materiali tra Giappone e basi dell'Asse in Francia, effettuato tramite dei violatori di blocco e dei sottomarini da trasporto, che usava le rotte dell'Oceano Indiano.

## Le navi corsare

La RAMB I nella rada di Merca, in Somalia, in attesa di imbarcare il carico di banane.

Il più celebre evento legato alle navi corsare fu il combattimento avvenuto il 19 dicembre del 1941 a sud dell'Australia, tra l'incrociatore leggero australiano HMAS Sidney e la nave tedesca Kormoran, conclusosi con l'affondamento di entrambe le navi.
Quasi tutti i marinai della corsara Kormoran si salvarono e vennero internati in campi di prigionia in Australia, dai quali fecero ritorno in patria nel 1950. Dell'equipaggio del HMAS Sydney, allontanatosi in fiamme dalla corsara tedesca, non restò alcun superstite che potesse raccontare le fasi finali dell'affondamento, dando così adito a molte illazioni e leggende sui trucchi eventualmente usati dalla corsara per colpire gravemente un incrociatore dotato di corazzatura, anche se non eccelsa, e di 8 cannoni da 152mm contro i 6 cannoni da 150mm del Kormoran, che peraltro era anche armato con 6 tubi lanciasiluri; una ipotesi è che il comandante del HMAS Sydney si fosse fatto ingannare dall'aspetto della corsara permettendole di avvicinarsi ad una distanza alla quale le armi tedesche potessero risultare letali anche per una unità da guerra.
Un altro episodio vide protagonisti l'incrociatore pesante inglese HMS Cornwall, che successivamente verrà affondato durante la prima incursione giapponese nell'Oceano Indiano, e la corsara Pinguin che nell'aprile del 1941, dopo aver svernato nelle acque artiche, si trasformava nuovamente nella nave norvegese Tamerlane, già impersonata in passato. Così camuffata la Pinguin si spinse di nuovo verso l'Oceano Indiano e a nord-ovest delle isole Seychelles, dopo aver avvistato e affondato la petroliera britannica British Emperor, che riuscì ad inviare una richiesta di aiuto per radio, venne a sua volta affondata dall'incrociatore britannico.
Un altro evento avvenuto alle 5.10 (ora italiana) del 27 febbraio 1941 vide coinvolta la nave italiana RAMB I, un incrociatore ausiliario che alla caduta di Massaua prese il largo per cercare di sfuggire alla cattura: intercettato da una nave da guerra britannica, l'incrociatore leggero neozelandese HMNZS Leander, ritardò la sua identificazione per quanto possibile, e quando si identificò, fece seguire una salva coi suoi due cannoni da 120mm che procurò lievi danni alla nave avversaria; essendo questa a distanza di sicurezza, colpì ripetutamente ed affondò la nave italiana, salvandone per intero l'equipaggio.

## Port T, la base segreta inglese

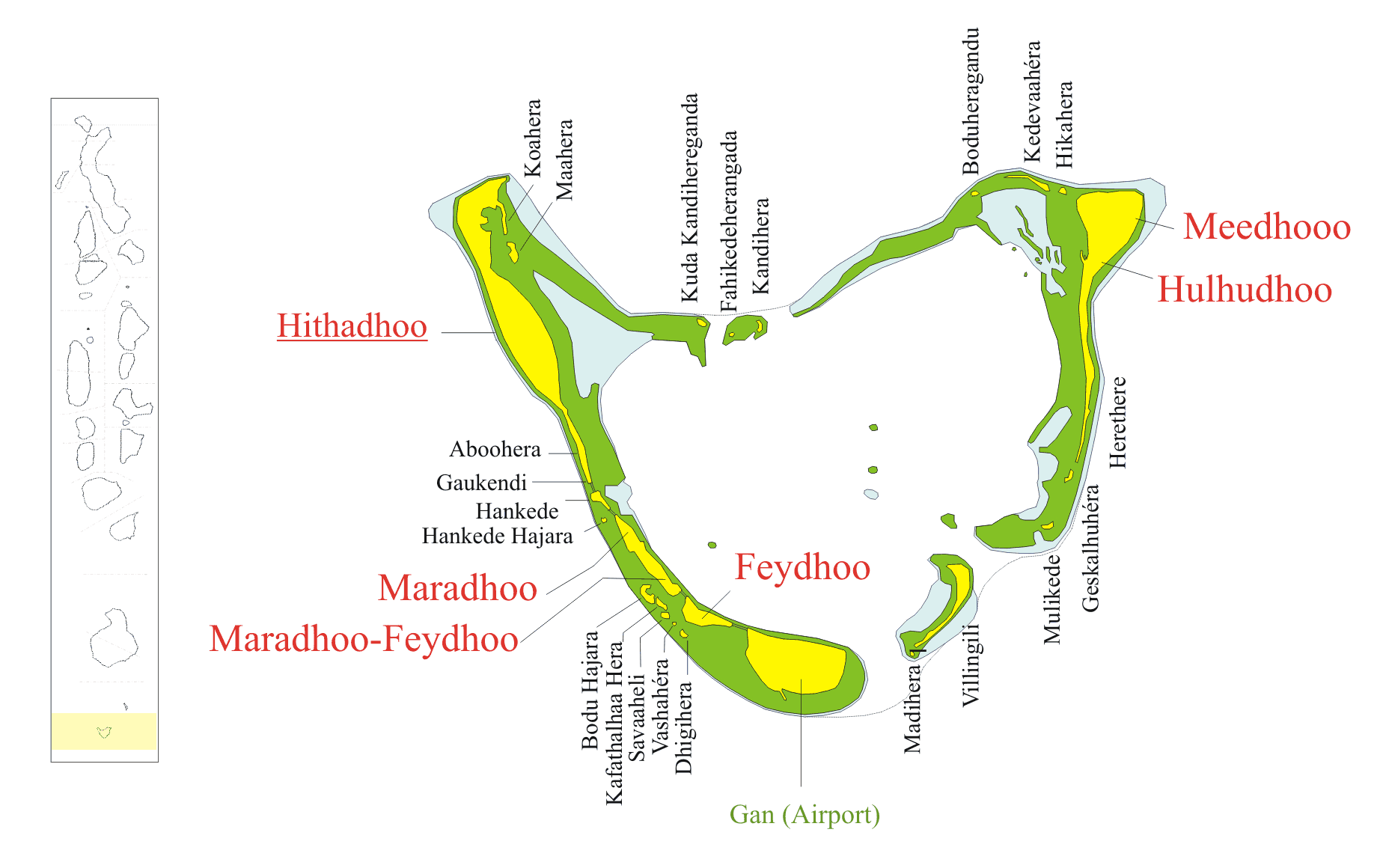
Mappa dell'atollo di Addu, detto anche Seenu, che evidenzia il perfetto riparo naturale per numerose navi anche di grosso tonnellaggio

Il 18 gennaio 1942, a Berlino, le tre Potenze dell'Asse firmarono la convenzione militare del Tripartito che, almeno sulla carta, avrebbe dovuto stabilire e organizzare dettagliatamente la collaborazione militare e coordinare la pianificazione operativa dei tre alleati. In realtà, la mancanza di una reale volontà politica dei dirigenti delle tre potenze, la sfiducia reciproca, e la visione grettamente egoistica della conduzione della guerra, in particolare di Hitler e dei militari giapponesi (a differenza della maggiore volenterosità  di Mussolini e del Comando Supremo, dopo i fallimenti della "Guerra Parallela" del 1940) impedirono subito una concreta ed efficace collaborazione e, naturalmente,  resero impossibile l'organizzazione di una struttura di comando unificato (a parte le inefficaci commissioni militari costituite nelle tre capitali) sul tipo del "Combinated Joint Chiefs Staff" anglosassone; ostacolata indubbiamente anche dalle oggettive difficoltà geografiche legate alla lontananza del Giappone e alla mancanza di solide vie di comunicazione.
Nell'isole Maldive (nell'atollo di Addu) venne organizzata una base navale segreta (denominata convenzionalmente Port T) dove poteva trovare riparo la Eastern Fleet senza rimanere a lungo pericolosamente esposta nei porti di Colombo e Trincomalee. Questo prevenne in parte gli effetti dell'incursione giapponese nell'Oceano Indiano, e la base rimase segreta fino a che un sottomarino tedesco rilevò attività nell'atollo, e spedì un siluro da lunga distanza affondando un mercantile.